# Yuto Yamada
Yuto Yamada (山田 雄士 Yamada Yuto?), född 17 maj 2000 i Chiba prefektur, är en japansk fotbollsspelare.
Yamada började sin karriär 2019 i Kashiwa Reysol.